# Kurtkulağı Kervansaray
Koordinaten: 36° 55′ 25″ N, 35° 53′ 8″ O

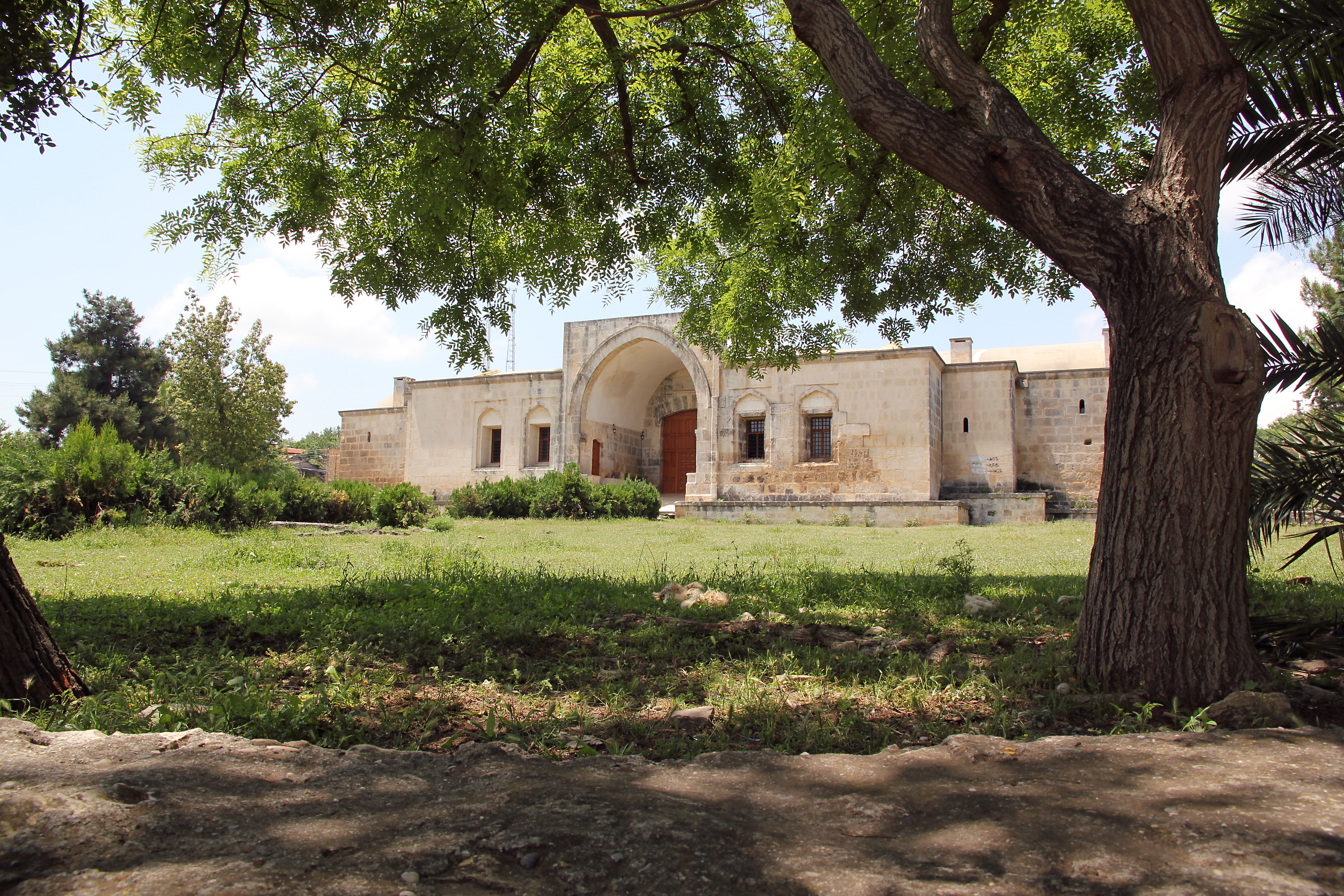
Kurtkulağı Kervansaray von Osten

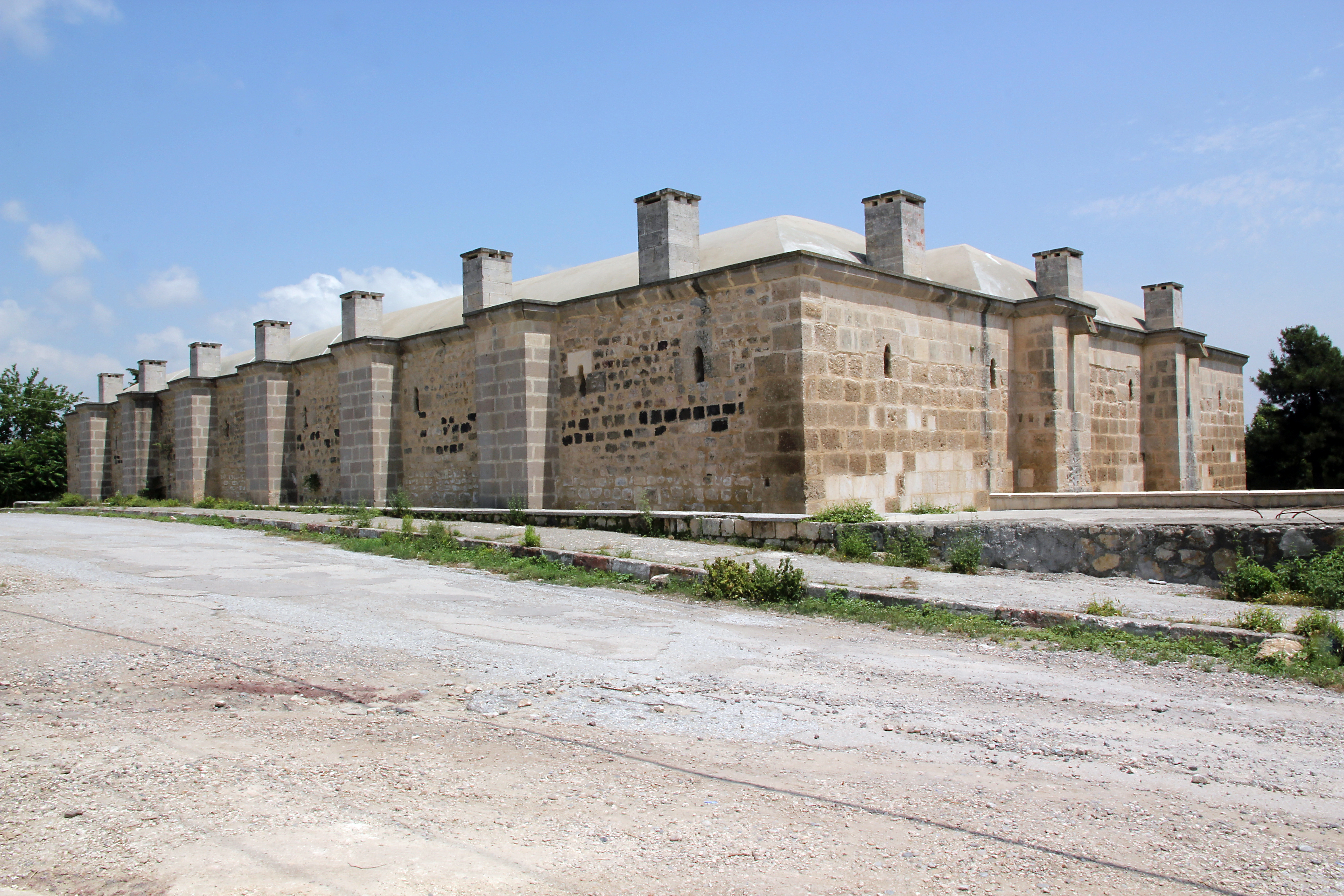
Kurtkulağı Kervansaray von Westen

Die osmanische Karawanserei Kurtkulağı Kervansaray (auch Menzilhan) liegt im Dorf Kurtkulağı im Landkreis Ceyhan der türkischen Provinz Adana.
Die Karawanserei wurde 1659 von Hüseyin Pascha unter dem osmanischen Großwesir Rüstem Pascha erbaut. Der Architekt war Mehmet Ağa. Sie hat einen rechteckigen Grundriss von 47,75 Metern × 23,60 Metern.
Die Karawanserei lag an der Karawanenstraße, die von Istanbul nach Aleppo in Syrien und weiter nach Ägypten führte. Schon in römischer Zeit befand sich hier der Rastplatz (Mansio) Tardequeia. Im nahegelegenen Narlıören wurde das Fragment eines Meilensteins mit lateinischer Inschrift gefunden. Tardequeia wird in verschiedenen römischen Itinerarien erwähnt, beispielsweise im Itinerarium Antonini und dem Itinerarium Burdigalense.
Das Gebäude wurde 2006 restauriert.